# なんこく南インターチェンジ
なんこく南インターチェンジ（なんこくみなみインターチェンジ）は、高知県南国市伊達野にある高知東部自動車道（高知南国道路）のインターチェンジである。高知市介良・潮見台とは至近の距離にある。高知自動車道の南国インターチェンジとは高知東道路（国道32号）を通して連絡可能である。

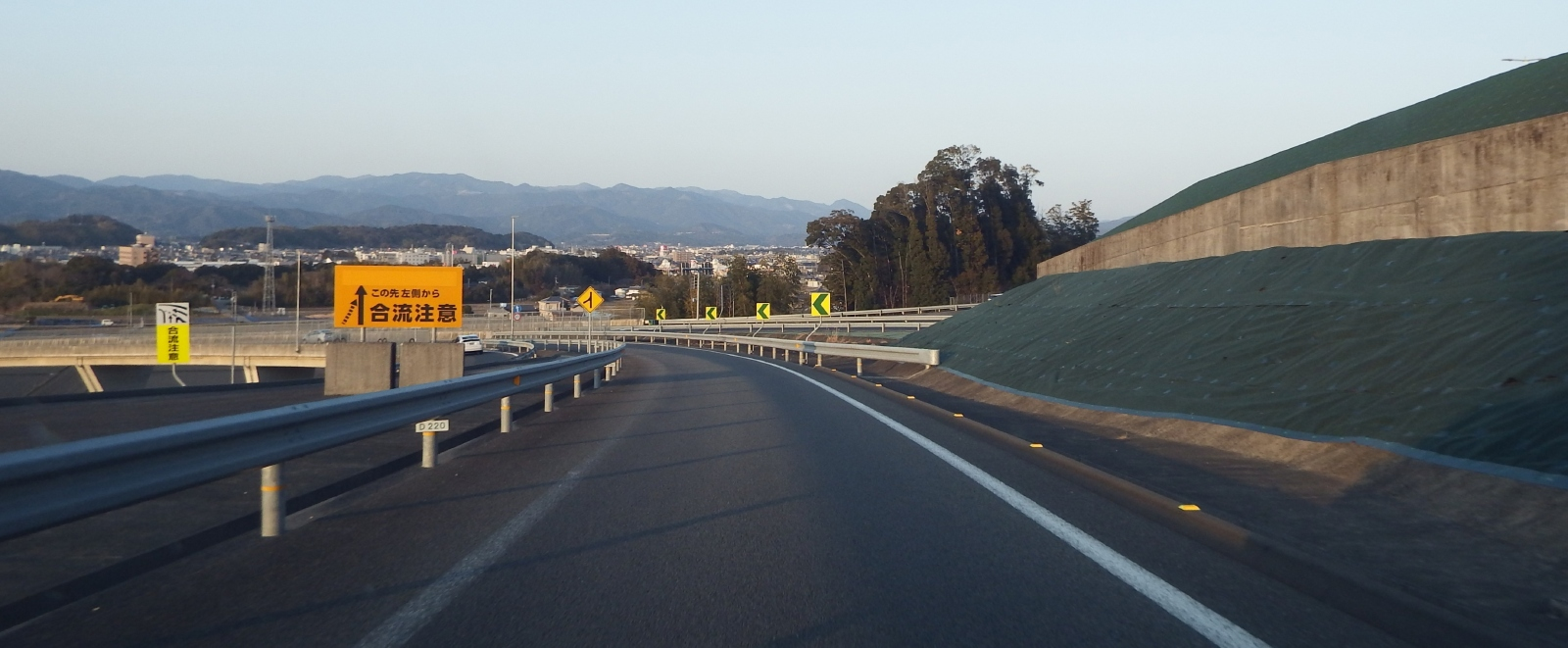
高知南IC方面より同ICで下りる

## 接続する道路
- 高知県道375号なんこく南インター線
- 高知県道247号仁井田竹中線（間接接続）

## 沿革
- 2014年（平成26年）8月29日 : 当ICの名称を「高知東（こうちひがし）IC」から「なんこく南IC」に正式決定[1][2]。
- 2015年（平成27年）3月22日 : 高知南IC - なんこく南IC間開通に伴い供用開始[3]。
- 2016年（平成28年）4月23日 : なんこく南IC - 高知龍馬空港IC間開通[4]。

## 周辺
- JA高知病院
- 南国市立稲生小学校
- 南国市立香長中学校
- 南国市立三和小学校
- 高知テクノ工業団地

## 隣
E55 高知南国道路
(2) 高知南IC - (3) なんこく南IC - (4) 高知龍馬空港IC